# Ivan Boragine
Ivan Boragine (Napoli, 6 settembre 1983) è un attore italiano.

## Biografia
È noto principalmente per il ruolo di Michele Casillo, il sindaco di Giugliano in Campania nella serie TV Gomorra.
Nel 2018 viene scelto come protagonista mondiale per la campagna pubblicitaria della nuova BMW 8series. 
Nel 2024 è protagonista, insieme a Enzo Salvi, Sebastiano Somma, del film Il diavolo è Dragan Cygan, opera prima di Emiliano Locatelli.

## Filmografia

### Televisione
- Capri 3 – serie TV (2010)
- Squadra antimafia – serie TV, episodio 4x05 (2012)
- Gomorra – serie TV, episodi 1x08-1x09-1x12 (2014)
- Squadra mobile – serie TV (2015)
- Gomorra – serie TV, episodio 3x06 (2017)
- Gomorra – serie TV, episodi 4x02-4x12 (2019)
- Mare fuori – serie TV (2020-2021)
- Ricci&Capricci 2, regia di Cludio Semboloni – sitcom TV (2020)
- Ricci&Capricci 4, regia di Paolo Geremei – sitcom TV (2020)

### Cinema
- Ladri d'anima (2013)
- L'amore ai tempi di Sh.Rek., regia di Alessandro Derviso (2018)
- Ammen, regia di Ciro Villano (2020)
- Il diavolo è Dragan Cygan, regia di Emiliano Locatelli (2024)